# 微笑標的
《微笑標的》，是日本漫畫家高橋留美子於小學館少年漫畫雜誌《週刊少年Sunday》1983年立春增刊號發表的1回完結短篇奇幻、恐怖驚悚漫畫。1987年3月21日發售全1話的OVA動畫。

## 作品概要
本作是高橋留美子早期在「週刊少年Sunday 1983年立春增刊號」發表一話方式完結、走嚴肅劇情路線的短篇作品，以及女性情念的視野為主題的驚悚漫畫。

## 故事簡介
漫畫原作與OVA的兩種版本的結局雖然有所出入，但女主角最後死亡的設定不變。

## 登場人物
人物名字後面的聲優都是OVA版的參演聲優。
志賀讓（聲：鹽屋翼、鷹森淑乃〈幼少〉）
本作品主角。
志賀梓（聲：鶴弘美）
本作品女主角。
里美（聲：松本伊代）
弓道社社員，志賀讓後來交往的女友。OVA版最後則是從照片上消失。
志賀梓的母親（聲：澤田敏子）
志賀讓的父親（聲：平井隆博）
梓的舅舅。非常反對梓在年紀還很小的時候跟讓訂婚。

## 收錄單行本
- 少年Sunday BOOKS 高橋留美子短篇集 1（1984年5月，ISBN 4-09-121851-2 ※現在已經絕版）
- 高橋留美子傑作短篇2（1995年2月，ISBN 4-09-121857-1）

## OVA版
1987年3月21日，以「OVA系列『Rumic World』第3彈『微笑標的』」的名稱在日本當地發售，動畫由Studio Pierrot製作。另一方面，該動畫作品由於邀請當紅偶像歌手松本伊代參加配音引發話題，但此話題卻沒有讓動畫成功得到熱烈回響，因此結果與本作品的故事結局一樣都以悲劇收場。
該動畫後來有在美國的Central Park Media進行販售，目前已經結束公開販售。

### 其他角色
主要人物的配音員請參照上面登場人物。
- 志賀讓的母親：瀧澤久美子
- 里美的母親：佐藤藍（日语：さとうあい）
- 女學生A：鷹森淑乃
- 古文老師：小島敏彥（日语：小島敏彦）
- 村人：水鳥鐵夫
- 級友：柏倉努
- 不良高中生A：西村智博
- 不良高中生B：立木文彥
- 不良高中生C：三井善忠
- 女學生B：平松晶子
- 女學生C：石田光子

### 製作人員
- 製作：小學館、小學館製作、Studio Pierrot、OB企劃
- 製作人：布川郁司、立原一、宇佐美廉、淺海勇
- 編劇：金春智子、高屋敷英夫
- 導演：高橋資祐（日语：高橋資祐）
- 動畫人物設定：小原秀一（日语：小原秀一）
- 作畫監督：高橋資祐
- 美術監督：新井寅雄
- 攝影監督：小林武男
- 音響監督：斯波重治（日语：斯波重治）
- 音樂導演：竹田洋樹
- 音樂：邦河內（日语：クニ河内）
- 原畫：山本直子（日语：山本直子）、遠藤麻未
- 背景：Production-ai
- 剪輯：森田清次
- 演出：前園公
- 製作主任：本間道幸

### 主題歌
片尾曲
作詞：岩里裕穗，作曲、編曲：邦河內，主唱：岡谷章子
插入歌「Be」
作詞：保科幸雄，作曲、編曲：邦河內，主唱：岡谷章子

## 相關項目
- 妖怪
- 犬神
- 附身
- 餓鬼

## 外部連結
- Rumic World 第3作 微笑標的 - allcinema （日語）
- 微笑標的 （页面存档备份，存于） （日語）（由高橋留美子粉絲解說作品的網站）
- Rumic Theater （页面存档备份，存于） （英文）
  - Furinkan.com page on Laughing Target （页面存档备份，存于） （英文）
- 微笑標的（動畫）在動畫新聞網百科全書中的資料（英文） （英文）